# Sucești
Sucești románul: Sucești, falu Romániában, Erdélyben, Fehér megyében.

## Fekvése
Biharia mellett fekvő település.

## Története
Suceşti korábban Biharia része volt. 1956 körül vált külön településsé 367 lakossal.
1966-ban 157, 1977-ben 124, 1992-ben 71, a 2002-es népszámláláskor pedig 67 román lakosa volt.